# 光禅寺通
光禅寺通（こうぜんじどおり）は、宮城県仙台市青葉区上杉の北四番丁通りから錦町の駅前通に至る仙台市道光禅寺通線（青葉1135）の通称（歴史的町名活用路線）である。
路線の名称は仙台市の歴史的町名等活用推進事業により制定された。光禅寺通は江戸時代に侍屋敷があった町である。

## 概要
上杉地区の中心部および錦町地区の東部を南北に縦貫する道路であり、全区間南行の一方通行路である。
中杉山通の附属小学校前（北七番丁）から北四番丁とのT字路までの区間とは事実上一体であり、北四番丁通において鉤十字状に接続している。上杉地区から仙台駅まで直通する「抜け道」として地元では知られており、朝夕のラッシュ時の混雑は激しい。
仙台市の都市計画道路（基本計画）では、現在の終点である定禅寺通との分岐点より北方（光禅寺通）の一方通行を拡幅し、盲学校寄宿舎前（現在の二本杉通）、台原を経由して仙台市地下鉄南北線旭ヶ丘駅屋上部の道路と接続することになっている。

## 交差する道路
| 交差する道路                                | 交差する道路                                | 交差点 | 路線番号                 | 道路愛称 |
| 西方向                                      | 東方向                                      | 交差点 | 路線番号                 | 道路愛称 |
| ------------------------------------------- | ------------------------------------------- | ------ | ------------------------ | -------- |
| 市道青葉743号北四番丁岩切線＜北四番丁通り＞ | 市道青葉743号北四番丁岩切線＜北四番丁通り＞ |        | 市道青葉1135号光禅寺通線 | 光禅寺通 |
| 市道青葉1136号上杉三丁目1号線               |                                             |        | 市道青葉1135号光禅寺通線 | 光禅寺通 |
| 市道青葉742号北三番丁2号線＜北三番丁通り＞  |                                             |        | 市道青葉1135号光禅寺通線 | 光禅寺通 |
| 市道青葉740号北二番丁線＜北二番丁通り＞     |                                             |        | 市道青葉1135号光禅寺通線 | 光禅寺通 |
| 市道青葉739号北一番丁2号線＜北一番丁通り＞  |                                             |        | 市道青葉1135号光禅寺通線 | 光禅寺通 |
| 市道青葉1140号長刀丁線＜長刀丁通り＞        |                                             |        | 市道青葉1135号光禅寺通線 | 光禅寺通 |
| 市道青葉1141号定禅寺通宮町線＜定禅寺通＞    | 市道青葉1141号定禅寺通宮町線                |        | 市道青葉1135号光禅寺通線 | 光禅寺通 |
| 市道青葉1152号駅前通線＜駅前通＞            |                                             |        |                          |          |

## 沿道の施設など
- 日本基督教団仙台青葉荘教会
- 創価学会青葉平和会館
- モルモン教仙台教会
- 早坂サイクル上杉本店
- 北一米穀店